# Камбоджийско-таиландская граница
Камбоджийско-таиландская граница — государственная граница между Камбоджей и Таиландом. Протяженность границы составляет 817 км и проходит от точки пересечения границы с Лаосом на северо-востоке до Сиамского залива на юге.

## Описание
Граница начинается на северо-востоке в точке пересечения границы с Таиландом на пике Преа-Чамбот в горах Дангрэк и проходит по гребню гор на запад. Затем, граница поворачивает на юго-запад по широкой дуге, вдоль таких рек, как Свай-Чек, Сисофон, Пром-Хот и Монгкол-Борей. Затем движется на юг, частично вдоль Кардамоновых гор, заканчиваясь на побережье Сиамского залива. Этот последний участок проходит очень близко к Сиамскому заливу, образуя длинную и тонкую полосу территории Таиланда.

## История
Пограничная территория исторически менялась между различными кхмерскими и тайскими империями. С 1860-х годов Франция начала устанавливать своё присутствие в регионе, сначала в современных Камбодже и Вьетнаме, а затем в Лаосе, а в 1887 году была создана колония Французского Индокитая. В 1867 году франко-тайский договор подтвердил право собственности Таиланда на регионы Баттамбанг и Ангкор. В 1896 году Великобритания (с территории подконтрольной Бирмы) и Франция согласились оставить Сиам (бывшее название Таиланда) в качестве буферного государства между своими колониями. Однако Франция продолжала расширяться за счет территории Сиама, аннексировав северную Камбоджу в 1904 году, а затем Баттамбанг, Сисопхон и Сиемреап в 1907 году, одновременно уступив город Трат Сиаму. Современная камбоджийско-таиландская граница была как таковая делимитирована несколькими договорами между Францией и Сиамом между 1867 и 1907 годами. После вторжения Японии во Французский Индокитай в 1940 году территории, переданные Франции в 1904 и 1907 годах, были возвращены Таиланду, однако территории была возвращены обратно после поражения Японии и восстановления довоенной границы в 1946 году.
В 1953 году Камбоджа получила независимость, и с тех пор между двумя государствами были непростые отношения. В конце 1950-х годов возник пограничный спор по поводу права собственности на храм Прэахвихеа, расположенный рядом с границей в горах Дангрек. В 1962 году дело было передано на рассмотрение в Международный суд ООН, который вынес решение в пользу Камбоджи, однако Таиланд выразил сожаление относительно результата рассмотрения. В середине 1960-х годов также разгорелся спор о принадлежности острова Кут. Эти споры утихли, когда в последующие десятилетия Камбоджа была охвачена серией конфликтов и правлением «красных кхмеров», когда границу с Таиландом пересекали тысячи беженцев. К 1981 году более 250 000 камбоджийских и вьетнамских беженцев жили в двадцати лагерях вдоль границы при поддержке международных агентств по оказанию помощи и Операции ООН по оказанию помощи на границе . Спорадические бои вспыхнули вдоль границы после вторжения Вьетнама в Камбоджу в 1979 году и продолжались на протяжении 1980-х годов, пока Вьетнам не вывел войска из страны в 1989 году. Стремясь остановить проникновение «красных кхмеров» из Таиланда, Камбоджа во второй половине 1980-х годов построила вдоль границы большой укрепленный забор. После установления мира в Камбодже в начале 1990-х годов отношения с Таиландом снова испортились из-за проблемы принадлежности Прэахвихеа, а также, в меньшей степени, из-за острова Кут. Пограничная комиссия была создана в 1995 году в попытке решить проблемы мирным путем, однако она не добилась большого прогресса, и полная демаркация границы, удовлетворительная для обеих сторон, остаётся нерешенной.

## Пограничные переходы
По состоянию на 2019 год действовало 7 постоянных пунктов пропуска, 1 временный пункт пропуска, 9 пунктов пропуска для приграничной торговли и 1 пункт пропуска для туристов, который в настоящее время закрыт.